# Közép-ázsiai juhászkutya
A közép-ázsiai juhászkutya egy kutyafajta.

## Származása és története
Kazahsztán, Üzbegisztán, Türkmenisztán, Tadzsikisztán  és Kirgizisztán területéről származik. A sztyeppés vidékeken könnyebb típus él, míg a Pamír kutyái nagyobbak és erősebbek. Kitűnően alkalmazkodtak Közép-Ázsia száraz, hol forró, hol hideg időjáráshoz. Évszázadok óta kísérik a nomádokat, és védik a nyájakat a farkasoktól, hiénáktól, de állítólag vaddisznó és hópárduc vadászatára is használták őket.

## Kinézete
A kaukázusinál durvább jellegű, erősebb testalkatú kutya. Feje nagy, koponyája széles. Szeme sötétbarna, kicsi. Orrtükre fekete vagy barna. Füle kicsi, lelóg, eredeti élőhelyén csonkolják a mai napig is. Nyaka vaskos, törzse izmos, végtagjai párhuzamosak. Farka lelógó, rendszerint rövidre csonkolják. Középhosszú és durva szőrzetének a színe fehér, bézs, vöröses árnyalatok, fekete, csíkos, foltos. Egyszínű példányok nem léteztek az eredeti környezetben.

## Jelleme
A közép-ázsiai juhászkutya sohasem ugat ok nélkül. Nyugodt, de ha kell, vonakodás és mindenfajta előzetes figyelmeztetés nélkül támad. Rendkívül önálló, domináns, fejlett rangsor- és territoriális érzékekkel rendelkezik. Szakértő irányítást, nevelést követel meg.

## Adatok
- Marmagasság: minimum 70 cm (kan), minimum 65 cm (szuka), felső határ nincs.
- Testtömeg: minimum 40 kg (szuka), minimum 50 kg (kan).
- Alomszám: 9-15 kölyök, magas alomszám jellemzi
- Várható élettartam: 12-15 év